# Familles Favre et Petitpierre
 (novembre 2024).
Les familles Favre et Petitpierre sont deux familles nantaises, originaires de Couvet dans le canton de Neuchâtel en Suisse, et fortement liées entre elles par un mariage oncle-nièce, qui ont joué à Nantes un rôle important dans la vie économique (industrie des indiennes) et politique avec un maire issu de cette famille, Ferdinand Favre, ainsi que dans la commune limitrophe de Saint-Sébastien-sur-Loire (un maire, Fleurus Petitpierre) à la fin du XVIIIe siècle et au XIXe siècle.

## Éléments généalogiques

### Les origines
On peut remonter à deux ancêtres proches : David Petitpierre et Antoine Favre.
David Petitpierre (17?? - 1766) est horloger et lieutenant de la compagnie de grenadiers et de la milice bourgeoise à Couvet. 
Sa famille s'est installée en ce lieu au XVe siècle. C'est une famille protestante depuis le début du XVIe siècle, assez nombreuse et influente dans le canton de Neuchâtel et en particulier dans la vallée de l'Areuse.
David Petitpierre épouse Marguerite Chiffely, fille d’un marchand horloger de Berne, et ils ont trois fils et deux filles :
- Simon-Louis, né en 1742
- Suzanne Elisabeth
- Marguerite-Henriette
- Ferdinand, né en 1746

- Aristide[3].

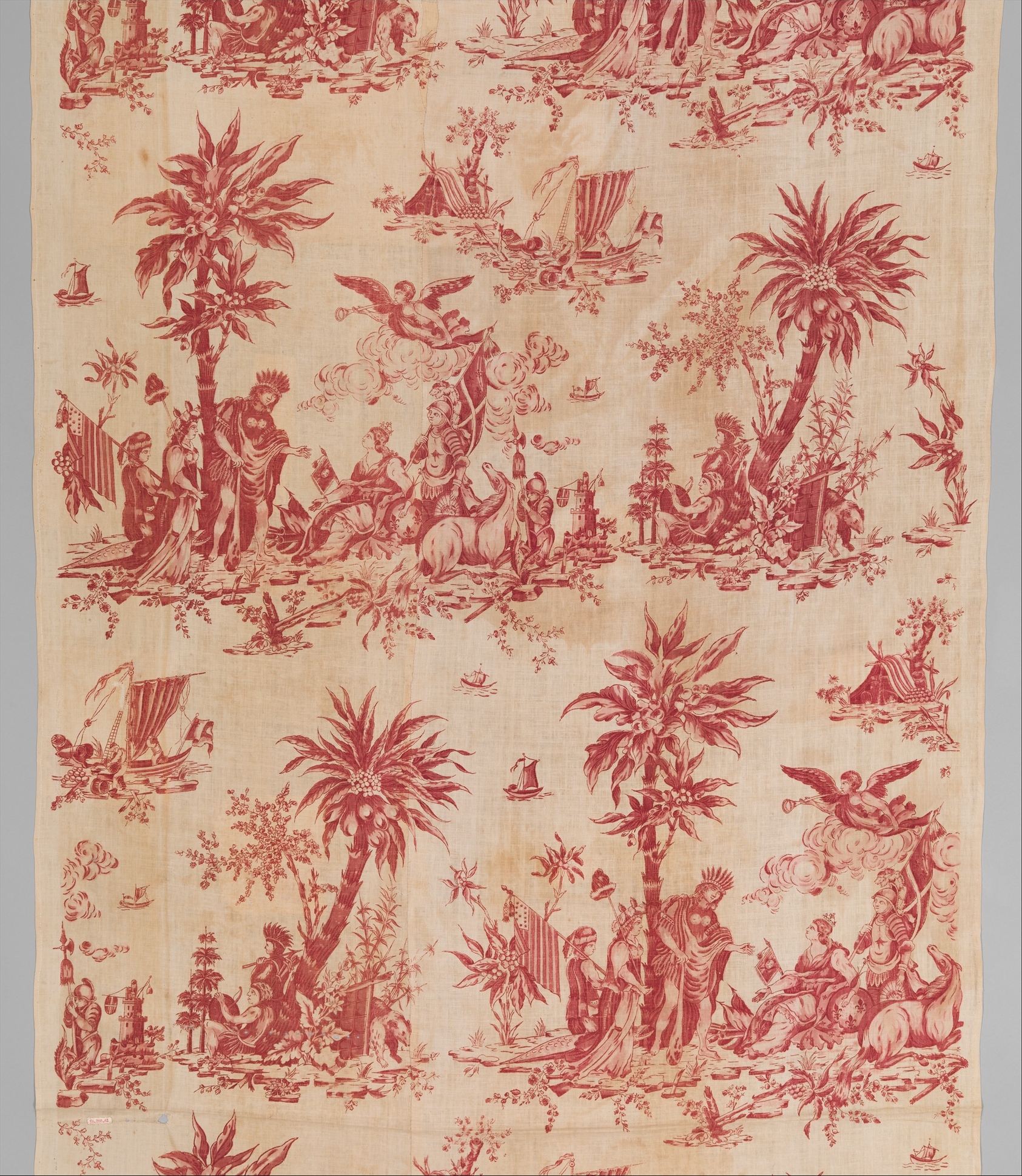
"Panurge dans l'île des lanternes" indienne fabriquée circa 1786–87) par Petitpierre et Cie, à Nantes

En 1763, Simon-Louis et Ferdinand Petitpierre émigrent à Nantes, où ils vont se consacrer à l’industrie des indiennes et fonder leur propre entreprise. 
Vers 1765, Marguerite-Henriette Petitpierre épouse Antoine Favre et ils ont dix enfants dont sept survivent ; toute la famille finira par s'installer à Nantes entre 1785 et 1794.
Suzanne Elisabeth se marie à Nantes en 1771.

### La descendance de Simon-Louis Petitpierre
Huit ans après son arrivée à Nantes, en 1771, Simon-Louis Petitpierre épouse Suzanne Rother, née en 1735 à Bienne. Suzanne Rother est arrivée à Nantes en 1763 avec deux frères, actifs dans l’indiennerie. De ce mariage, sont issus deux enfants :
- Suzanne-Marie, née en 1772 à Nantes, morte en 1773
- Louis-Emmanuel, né en 1774 à Nantes.

Simon-Louis meurt dès 1780, sans doute à cause d’un contact quotidien avec des produits toxiques. Ce décès a lieu non pas à Nantes, dans la demeure familiale de l’île de Vertais, mais dans une résidence de campagne qu’il loue au sud de Nantes, au Bignon. Il est enterré de nuit au cimetière protestant de Nantes, dans le quartier du Marchix.

### Ferdinand Petitpierre (1746-1803)
En dehors de son rôle dans l’industrie (ci-dessous), on peut signaler qu’il est capitaine dans la milice créée en 1789 et qu'il participe à ce titre à la défense de Nantes contre les Vendéens en 1793. En 1799, il achète à Saint-Sébastien-sur-Loire le domaine du Clos sur l’Eau, après le décès de son propriétaire, l’architecte nantais Pierre Rousseau (1716-1797). La même année, il est victime d’une rumeur, selon laquelle il aurait aidé les Chouans qui ont pénétré à Nantes le 20 octobre 1799, mais il porte le cas devant la justice et est exonéré de tout soupçon. Il meurt en 1803 et est inhumé dans sa propriété du Clos sur l’Eau, premier occupant du cimetière protestant qui y existe toujours. C’est Ferdinand Favre qui est désigné par sa sœur Rose-Marguerite comme tuteur des enfants de Ferdinand Petitpierre.

#### Sa descendance
En 1786, Ferdinand Petitpierre épouse, à l’ambassade de Hollande à Paris, sa nièce Rose-Marguerite Favre. Ce mariage est enregistré à Nantes en 1788. Ils ont 4 fils et une fille :
- Ferdinand 2, né en 1787 à Nantes, mort en 1876, commandant d'état-major (arrière grand-père de Ferdinand Petitpierre (1853-1922), connu sous le nom de plume de Georges Price)
- Aristide, né en 1790, mort en 1838 à Nantes, rentier
- Gemmapes (sic), né le 18 décembre 1792 (bataille de Jemappes : 6 novembre 1792), porté disparu en 1821 à partir de 1813, suit la carrière militaire
- Fleurus, né en 1796 (bataille de Fleurus : 26 juin 1794) à Nantes, mort en 1859 à Saint-Sébastien ; noter que Fleurus est le premier enfant enregistré à l’état-civil, et non pas au registre protestant.
- Rose, née en 1801 et morte en 1879 à Nantes

Le prénom du second fils (référence à un Athénien célèbre) montre que la famille est en accord avec le changement de régime ; celui des deux derniers fils montrent clairement qu’elle adhère aussi au régime républicain en place au moment de leur naissance. 
Fleurus Petitpierre (1796-1859)
Il est maire de Saint-Sébastien-sur-Loire de 1831 à 1859 ; maire orléaniste d’une commune largement légitimiste, il y introduit des éléments de modernité : école publique (1833) ; cadastre (1834) ; déplacement du cimetière ; introduction des secours aux indigents (1855).

### La descendance d'Antoine Favre
Les enfants d'Antoine Favre sont : 
- Rose-Marguerite, née en 1767, morte en 1848 à Saint-Sébastien (épouse en 1786 de Ferdinand Petitpierre)
- Abraham-Louis
- Suzanne-Marie-Anne
- Charles-Gabriel, né en 1777, mort à Nantes en 1847
- Ferdinand, né en 1779, mort à Paris en 1867
- Henri-Friederich, mort à Nantes en 1869

Les premiers à venir à Nantes sont Abraham-Louis et Charles-Gabriel en 1785 ; ils sont suivis en 1786 de Rose-Marguerite, comme épouse de Ferdinand Petitpierre ; enfin, en 1794, arrivent les parents et le reste des enfants. Antoine meurt à Nantes en 1802.
Sur le destin des enfants, on peut retenir ceux de :
- Abraham-Louis Favre : indienneur, d’abord dans le cadre de l’indiennerie Petitpierre, puis pour son propre compte
- Ferdinand Favre : industriel et maire de Nantes de 1832 à 1848 et de 1852 à janvier 1866.
- Henry-Friederich Favre, dit « Favre-Couvet » ou « Favre de Couvet » : auditeur au Conseil d'État sous l'Empire, sous-préfet de Colmar, intendant en Espagne[4]

## Les indienneries Petitpierre et Favre-Petitpierre
De 1763 à 1771, Simon-Louis et Ferdinand Petitpierre, qui ont fait un apprentissage dans une entreprise à Couvet, travaillent comme salariés de l’entreprise Gorgerat puis ils fondent la leur propre, située sur la « prairie d’Abas » dans l’île de Vertais : la société Petitpierre Frères et Compagnie. 
Après la mort de Simon-Louis en 1780, Ferdinand reste seul à la tête de l’entreprise, en accord avec sa belle-sœur Suzanne Rother. Elle atteint son apogée en 1785, produisant 26 000 pièces d'indiennes soit le quart de la production nantaise où fonctionnent 9 ateliers. 
Ferdinand se retire en 1799 (il est rayé du « rôle des assujettis à la patente ») et laisse la direction à Abraham-Louis Favre (son neveu et beau-frère), qui y travaille depuis 1785. Mais il s’agit d’un bail, Ferdinand souhaitant que ses enfants puissent un jour reprendre la suite. Effectivement, en 1806, Rose-Marguerite ne renouvelle pas le bail d’Abraham et confie l’entreprise à Ferdinand Favre pour qu’il initie ses neveux Ferdinand 2 et Aristide aux affaires. Abraham-Louis ressent mal ce changement et se brouille avec la famille (il ne sera pas inhumé au Clos sur l’Eau, mais dans le cimetière Miséricorde). Il a cependant placé des fonds dans une autre entreprise.
L’entreprise n’emploie que 100 ouvriers à cette date. Elle subsiste difficilement jusqu’en 1818 et suspend son activité en 1818. 
En revanche, Abraham-Louis connaît un plus grand succès, et son entreprise appelée « Favre-Petitpierre », localisée sur l’île de Petite Biesse, poursuit son activité jusqu’en 1848.